# Памятник Болеку и Лёлеку
Памятник Болеку и Лёлеку (пол. Pomnik Bolka i Lolka) — памятник в Бельско-Бяле, Польша, расположенный на Мостовой улице рядом с торговым центром Galeria Sfera. Он представляет собой две бронзовые фигуры, изображающие Болека и Лёлека, двух вымышленных персонажей одноимённого детского мультсериала, впервые вышедшего в эфир в 1962 году и созданного в Бельско-Бяле. Памятник был спроектирован Ярославом Мончкой и открыт 19 мая 2011 года.

## История
Памятник был открыт 19 мая 2011 года. Его автором является Ярослав Мончка, а бронзовую отливку выполнили Веслав Войдак и  Магдалена Новочень.

## Описание
Скульптура расположена на Мостовой улице, у входа в торговый центр Galeria Sfera.
Она представляет собой две бронзовые фигуры, изображающие Болека и Лёлека, двух персонажей одноимённого детского мультсериала. Рост этих фигур составляет 1,2 и 1,4 метра соответственно, и они стоят около глобуса. Болек указывает пальцем на Бельско-Бялу в Польше, город, где снимался мультсериал про них.